# Mofeta amazònica
La mofeta amazònica (Conepatus semistriatus) és un carnívor de la família de les mofetes (Mephitidae). És una de les quatre espècies del gènere Conepatus. El seu àmbit de distribució s'estén des de Mèxic al nord fins a la selva de l'Amazones al sud. Viu en zones de bosc obert.